# Ardeatino
Ardeatino är Roms tjugonde quartiere och har beteckningen Q. XX. Namnet Ardeatino kommer av Via Ardeatina. Quartiere Ardeatino bildades år 1961.

## Kyrkobyggnader
- Annunziatella
- Santissima Annunziata a Via Ardeatina
- Santa Francesca Romana
- Gesù Buon Pastore
- Cappella dell'Istituto dei Ciechi Sant'Alessio
- San Josemaria Escrivá
- Cappella della Madonna di Fatima
- Santa Maria Scala Coeli
- Santi Martiri dell'Uganda
- Nostra Signora di Lourdes a Tor Marancia
- San Paolo alle Tre Fontane
- San Sebastiano fuori le Mura
- Sant'Urbano alla Caffarella
- San Vigilio
- Santi Vincenzo e Anastasio alle Tre Fontane

Dekonsekrerade kyrkobyggnader
- San Nicola a Capo di Bove

## Övrigt
- Fosse Ardeatine
- Priscillas grav
- Sankt Calixtus katakomber
- Domitillas katakomber
- Markus och Marcellianus katakomber
- Balbinas katakomber
- Sankt Sebastians katakomber
- Sankt Urbans mausoleum
- Hilarus Fuscus grav vid Via Appia Antica

## Bilder
| - Santi Vincenzo e Anastasio alle Tre Fontane. - San Paolo alle Tre Fontane. - Santa Maria Scala Coeli. - Sant'Urbano alla Caffarella. - San Nicola a Capo di Bove. - Hilarus Fuscus grav. |